# Col de la Bernina
Pour les articles homonymes, voir Bernina.
Le col de la Bernina est un col des Alpes suisses dans le canton des Grisons. Il se situe à 2 328 mètres d'altitude. Il relie l’Engadine à la Valteline, en Italie. C'est le plus haut col de Suisse et des Alpes qui reste ouvert toute l'année.
Au col se trouvent l’hospice (Ospizio Bernina) et deux lacs : le Lej Nair (en), qui appartient au bassin de l’Inn et le lago Bianco, qui appartient au bassin du Pô. Le col de Bernina se trouve sur la ligne de partage des eaux entre la mer Noire et la mer Adriatique. Il sépare également deux langues et deux cultures : l’Engadine où se parle le romanche et le val Poschiavo où se parle l’italien.
La route a été ouverte entre 1842 et 1865, mesure 38 kilomètres et a une déclivité de 10 %.

## Toponymie
En 1429, Bondo, une localité suisse du val Bregaglia, achète un alpage appelé Alp da Buond, à Barnynia in valle Minori, tandis que le col de cet alpage qui relie l'Engadine au val Poschiavo prend le nom dérivé de col de la Bernina.

## Climat

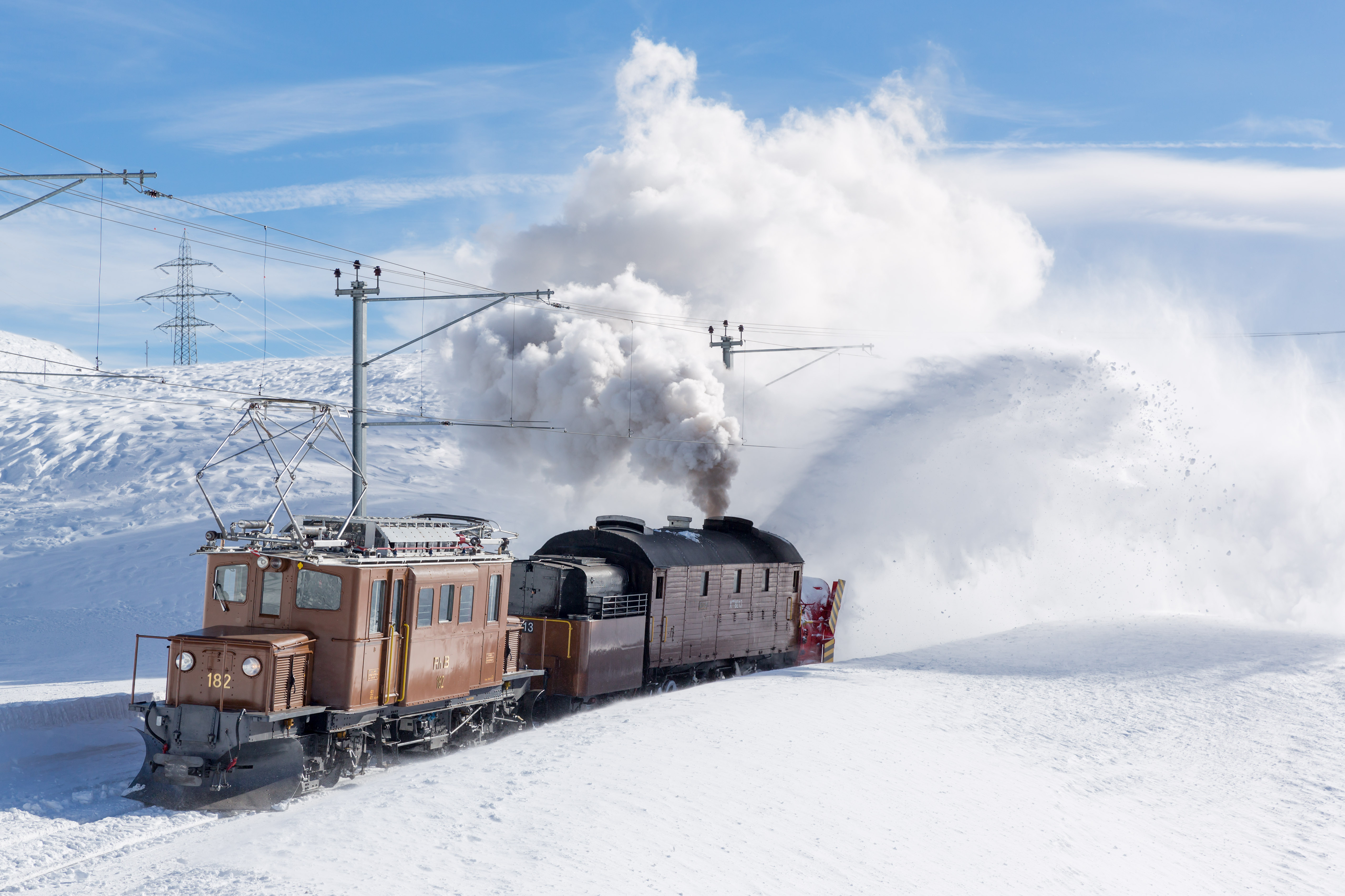
Déneigement de la voie de chemin de fer au col de la Bernina. Janvier 2014.

La station météorologique du col a enregistré les plus importantes chutes de neige de Suisse sur des durées d'un et deux jours avec 130 cm de neige fraîche le 15 avril et 215 cm le 15 et le 16 avril 1999.
| Mois                                            | jan.  | fév.  | mars  | avril       | mai  | juin | jui. | août | sep. | oct. | nov. | déc.  | année |
| ----------------------------------------------- | ----- | ----- | ----- | ----------- | ---- | ---- | ---- | ---- | ---- | ---- | ---- | ----- | ----- |
| Température minimale moyenne (°C)               | −10,8 | −11,2 | −8,8  | −5,5        | −0,6 | 2,8  | 5,6  | 5,4  | 2,4  | −1   | −6,3 | −9,6  | −3,1  |
| Température moyenne (°C)                        | −7,2  | −7,5  | −5,3  | −2,4        | 2,7  | 6,4  | 9,2  | 8,9  | 5,2  | 1,7  | −3,5 | −6,3  | 0,2   |
| Température maximale moyenne (°C)               | −3,7  | −3,7  | −1,4  | 1,5         | 7    | 11,1 | 14   | 13,4 | 9,4  | 5,5  | −0,2 | −3    | 4,2   |
| Nombre de jours avec gel                        | 31    | 28,2  | 30,4  | 28,6        | 15,2 | 6    | 1,2  | 1,6  | 6,3  | 15,9 | 27,6 | 30,8  | 222,8 |
| Précipitations (mm)                             | 108   | 83    | 110   | 165         | 175  | 160  | 146  | 149  | 152  | 178  | 187  | 125   | 1 738 |
| dont neige (cm)                                 | 107,4 | 86    | 105,4 | 146,1       | 49,1 | 9,6  | 2,1  | 2,1  | 9,7  | 46,3 | 114  | 113,9 | 791,7 |
| Record de neige en 24 h (cm) date du record     |       |       |       | 130 1999/15 |      |      |      |      |      |      |      |       |       |
| dont nombre de jours avec précipitations ≥ 1 mm | 7,6   | 6,9   | 7,9   | 10,6        | 13,1 | 11,5 | 11,4 | 12   | 9,3  | 10,5 | 9,5  | 8,5   | 118,8 |
| Humidité relative (%)                           | 63    | 65    | 67    | 72          | 72   | 69   | 67   | 70   | 71   | 70   | 68   | 66    | 68    |
| Nombre de jours avec neige                      | 8     | 7,9   | 8,9   | 11          | 5,3  | 1,6  | 0,3  | 0,4  | 1,8  | 5,2  | 9,2  | 8,5   | 68,1  |

## Histoire
En 1410, les communes grisonnes de Poschiavo et de Brusio, en Haute-Engadine, s'engagent envers plusieurs communes de la région de Valteline à entretenir le chemin jusqu'à Piattamala, situé à la sortie du val Poschiavo.

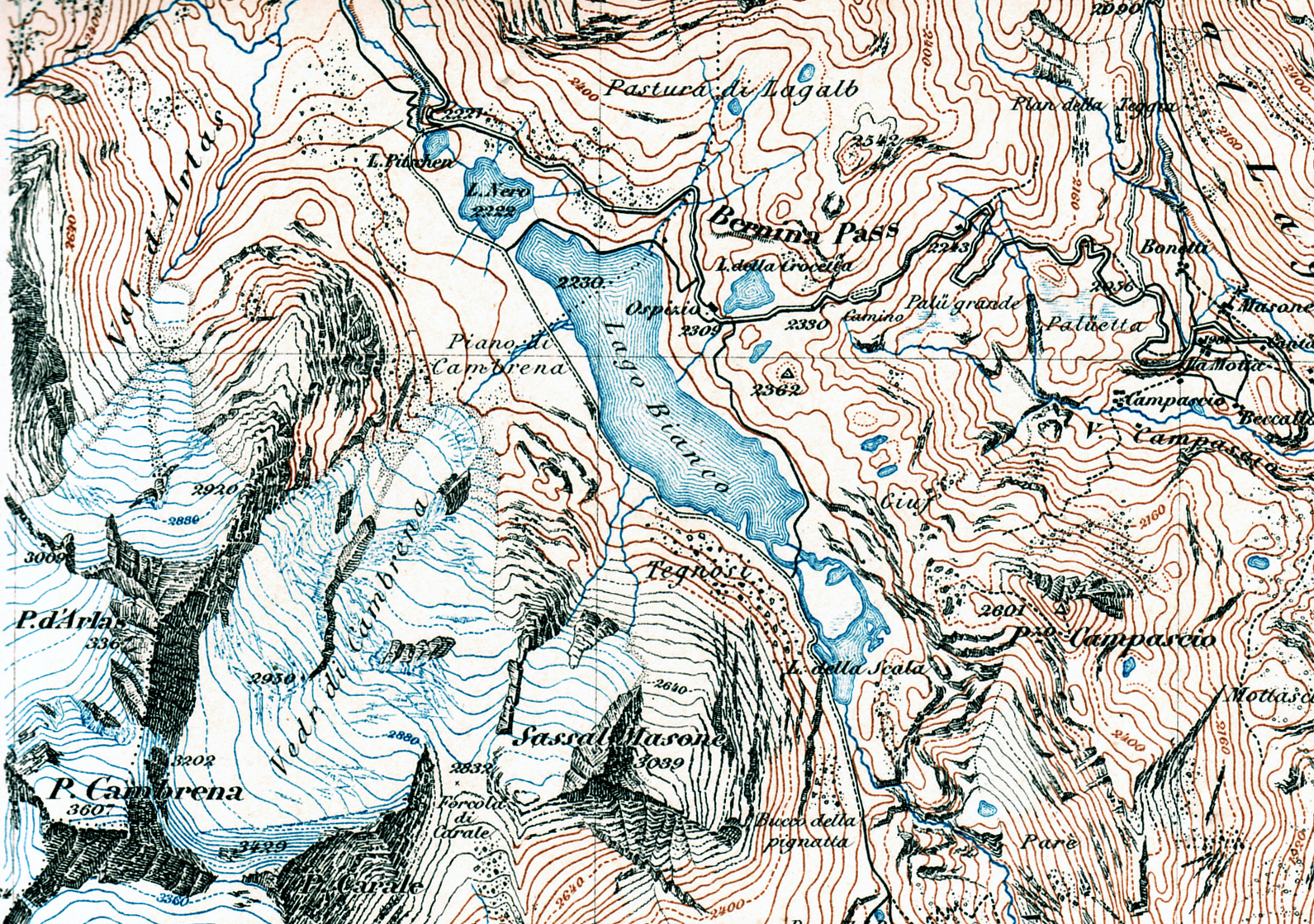
Le col de la Bernina sur une carte.

En 1429, Bondo, une commune suisse du val Bregaglia, achète un alpage appelé alp da Buond, à Barnynia in valle Minori, tandis que le col de cet alpage prend le nom du col de la Bernina.
À partir de 1512 le col de la Bernina prend de l'importance, avec la conquête de la Valteline par les Grisons. En effet, il s'agit de la route la plus rapide pour aller à Venise, avec laquelle les Grisons cultivent des liens d'amitié. Les premières descriptions du parcours datent de cette époque. D'après celles-ci, il faut vingt milles (environ 34 km) pour aller de Poschiavo à Pontresina. Au cours des premières décennies du XVIe siècle, les voyageurs empruntent la voie orientale du col qui passe par Pisciadel (1 478 m), habité toute l'année.
En 1526, une ambassade vénitienne s'y engage et passe le col de la Bernina les 25 et 26 décembre dans des conditions très difficiles.
Les passages par le col connaissent leur apogée vers le milieu du XVIe siècle, après l'ouverture par la France d'un service postal entre Coire et Aprica.
En 1548, pour assurer la sécurité et la rapidité des relations entre le royaume et Venise, huit agents postaux accrédités habitent dans cette région, principalement à Pontresina, Poschiavo, Tirano et Aprica.
L'ouverture en 1593 de la nouvelle route appelée San Marco qui relie Bergame à Morbegno, et se prolonge vers le col du Splügen, provoque le déclin du col en raison de la forte diminution du nombre de passages. Il n'est toutefois pas abandonné.
En 1650, des taxes sont imposées sur les châtaignes, le chanvre, le lin, le savon, le fer, le drap, la soie, le fromage et le séré, ainsi que les animaux étrangers, tels que des chevaux, des bœufs, des moutons et des chèvres.
Entre 1842 à 1865, une route est construite pour les carrosses sur le tracé approximatif de l'ancien passage du col.
De 1908 à 1910, la ligne des chemins de fer rhétiques est construite et passe à travers le col.
Dès les années 1960, des téléphériques et des téléskis apparaissent le long de la route du col.

## Tourisme

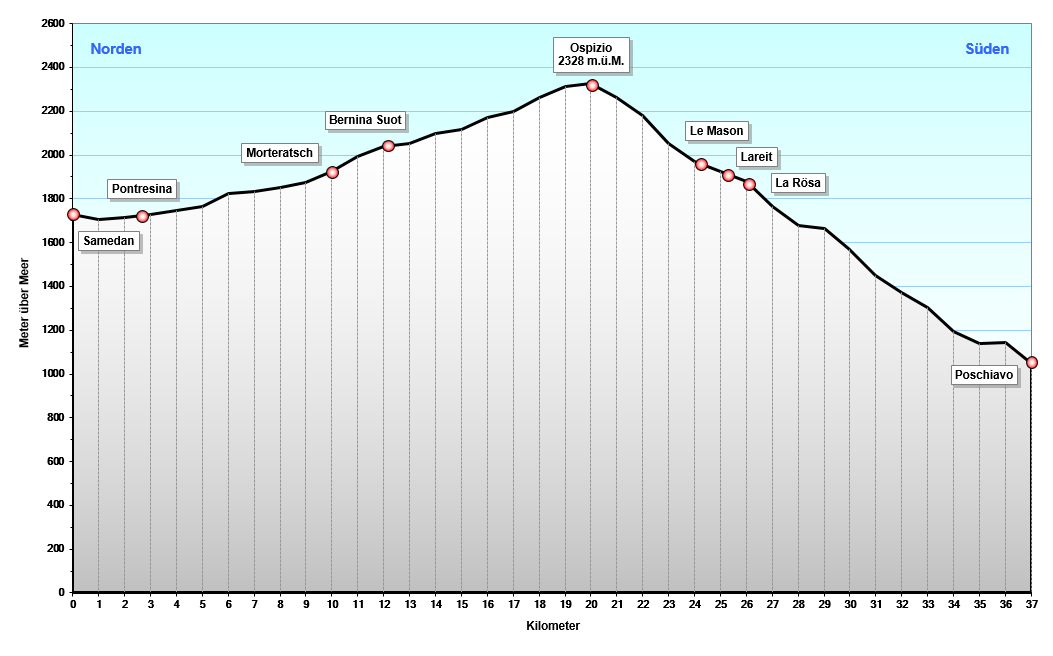
Profil du col de la Bernina de Samedan jusqu'à Poschiavo.

Le train Bernina Express relie Saint-Moritz au val Poschiavo et passe par le col de la Bernina avec une vue panoramique de la chaîne de la Bernina dans son ensemble. Au col se trouve un restaurant où les voyageurs et randonneurs peuvent s'arrêter. Non loin de là se trouvent la cabine de Diavolezza qui donne accès au refuge Diavolezza, la cabine qui mène au piz Lagalb, ouverte seulement l'hiver, ainsi qu'un sentier qui mène aux refuges Sassal Manson.